# Remich
Remich (lb. Réimech) – miasto i gmina w południowo-wschodnim Luksemburgu, stolica administracyjna kantonu Remich. Do 3 października 2015 miasto leżało w dystrykcie Grevenmacher. Leży nad Mozelą, przy granicy z Niemcami. Liczy 4015 mieszkańców (1 stycznia 2023).
Remich jest ośrodkiem przemysłu winiarskiego. Krajobraz okolic miasta zdominowany jest przez liczne, położone na wzgórzach winnice.

## Współpraca
Miejscowość partnerska:
- Bessan, Francja